# Château-Regnault (forteresse)
Ne doit pas être confondu avec Château-Renault.
Pour les articles homonymes, voir Châteaurenault (homonymie).
La forteresse de Château-Regnault est une forteresse médiévale dont les ruines se trouvent sur le cours supérieur de la Meuse française à hauteur du village de Château-Regnault (commune de Bogny-sur-Meuse) dans le département des Ardennes et dont les origines remontent entre le XIIe  et le  XVIe siècle.

## Historique
Sur l'emplacement actuel du monument de la  statue du cheval Bayard se dressait la forteresse de Château-Regnault.
Traduction de la charte rappelant la construction de l'ancien château qui fut entrepris par Hugues III  de Rethel et transmis à sa fille Marie.
À la mort de cette dernière, deux ans après son père, il devint la propriété de son oncle Manassé V, puis de son fils Hugues IV de Rethel et de sa petite-fille Jeanne de Rethel qui épousa Robert III de Dampierre comte de Flandre, le grand-père de Louis Maele. Sa femme Marguerite III de Brabant s'y réfugia jusqu'à sa mort.
Elle est revendiquée pour être à l'emplacement du légendaire Montessor, la forteresse des quatre fils Aymon dans les Ardennes, nommée d'après Renaud de Montauban.
La forteresse fut le siège d'une principauté souveraine, à partir de 1545.
Les derniers souverains de cette principauté furent François de Bourbon, prince de Conti et Louise Marguerite de Lorraine. Le prince de Conti était un prince du sang royal, son cousin germain n'était autre que le roi Henri IV. De son côté, la princesse était la fille du précédent souverain de Château-Regnault : Henri Ier de Guise « le Balafré ». Le règne du prince dura jusqu'en 1615. Par la suite la princesse conserva la principauté jusqu'en 1629, lorsqu'elle la céda au roi Louis XIII. Depuis 1625, Richelieu avait engagé des négociations et la vente a finalement lieu le 10 mars 1629.

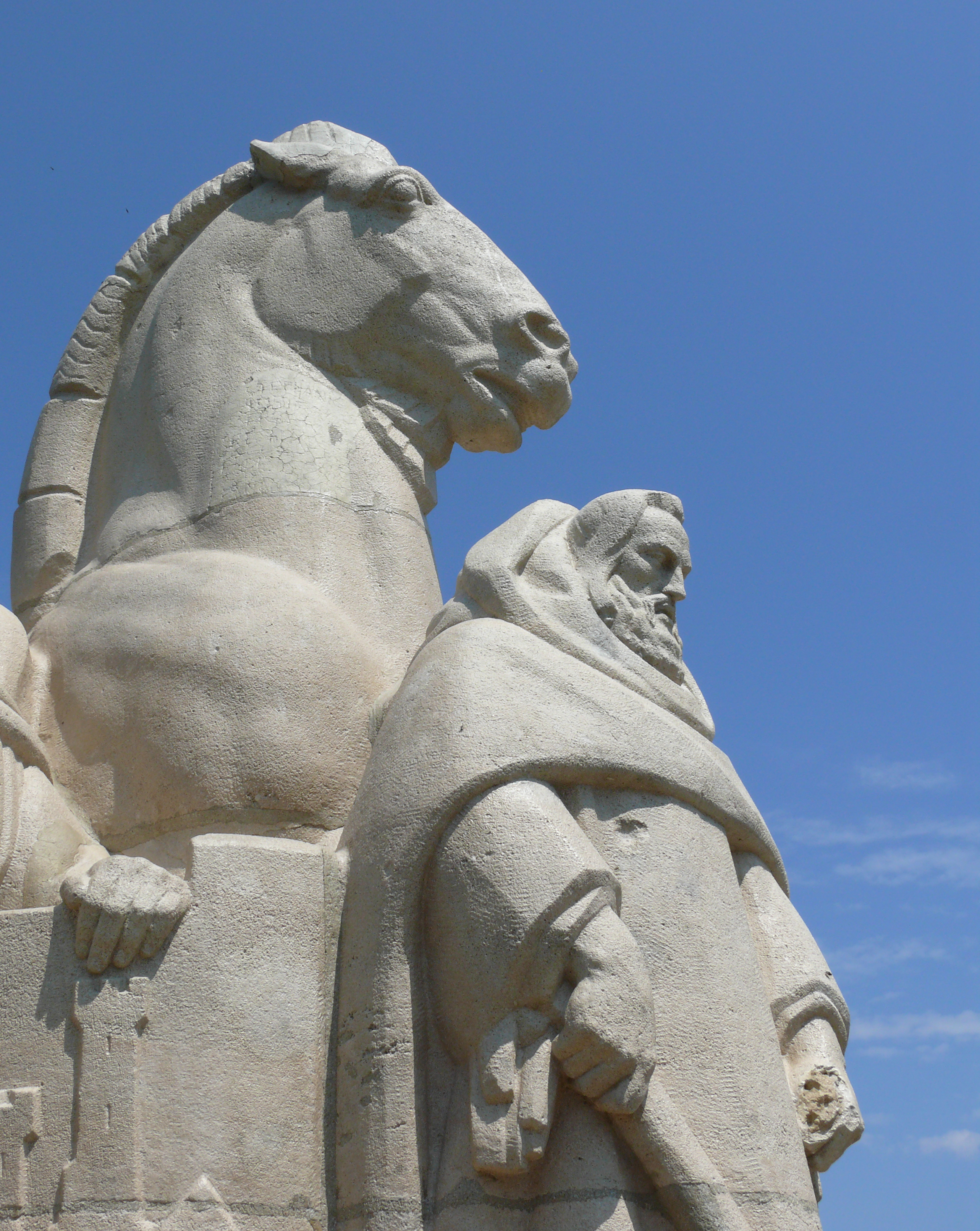
Statue par A.Poncin.

Le château aurait été rasé en 1673 d'après une carte de 1733 (Bnf - Gallica)  sur laquelle il est indiqué "Chateau Renaud Razé en 1673 qui sy rend le Roy en EStant seigneur particulier d'ou Releve villages il eStoit autrefoy Considerable par une forteresse ou Chateau A ou il ne Reste Plus que la Pointe d'un Rocher". Il est toutefois possible qu’il s’agisse d’une erreur de date car 1673 correspond à la destruction du château de Linchamps, forteresse située à quelques kilomètres.
Lors de l'érection du monument en 1933, quelques trouvailles ont été faites : monnaies, épées, pointes de flèches, vaisselle, et quelques os d'animaux.
Lorsque l'on consulte les quelques articles portant sur l'emplacement de la forteresse on observe que de nombreuses trouvailles ont été faites à diverses périodes de l'histoire (XIXe siècle, XXe siècle)
La forteresse devait être un nid d'aigle relativement petit. Cependant d'après les différentes trouvailles les souverains devaient avoir un bon train de vie.

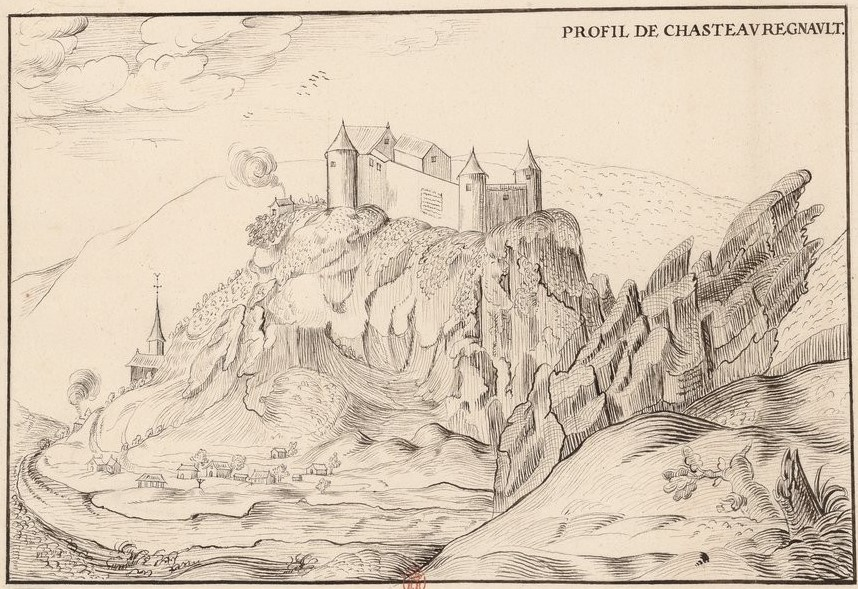
Dessin de 1640 représentant artistiquement le Chateau.

## Le site aujourd'hui
Il ne reste aujourd'hui pratiquement plus de trace de l'édifice. On peut cependant encore observer quelques escaliers taillés à même le schiste, une citerne près du monument et un reste de tour concave taillée elle aussi dans le schiste.

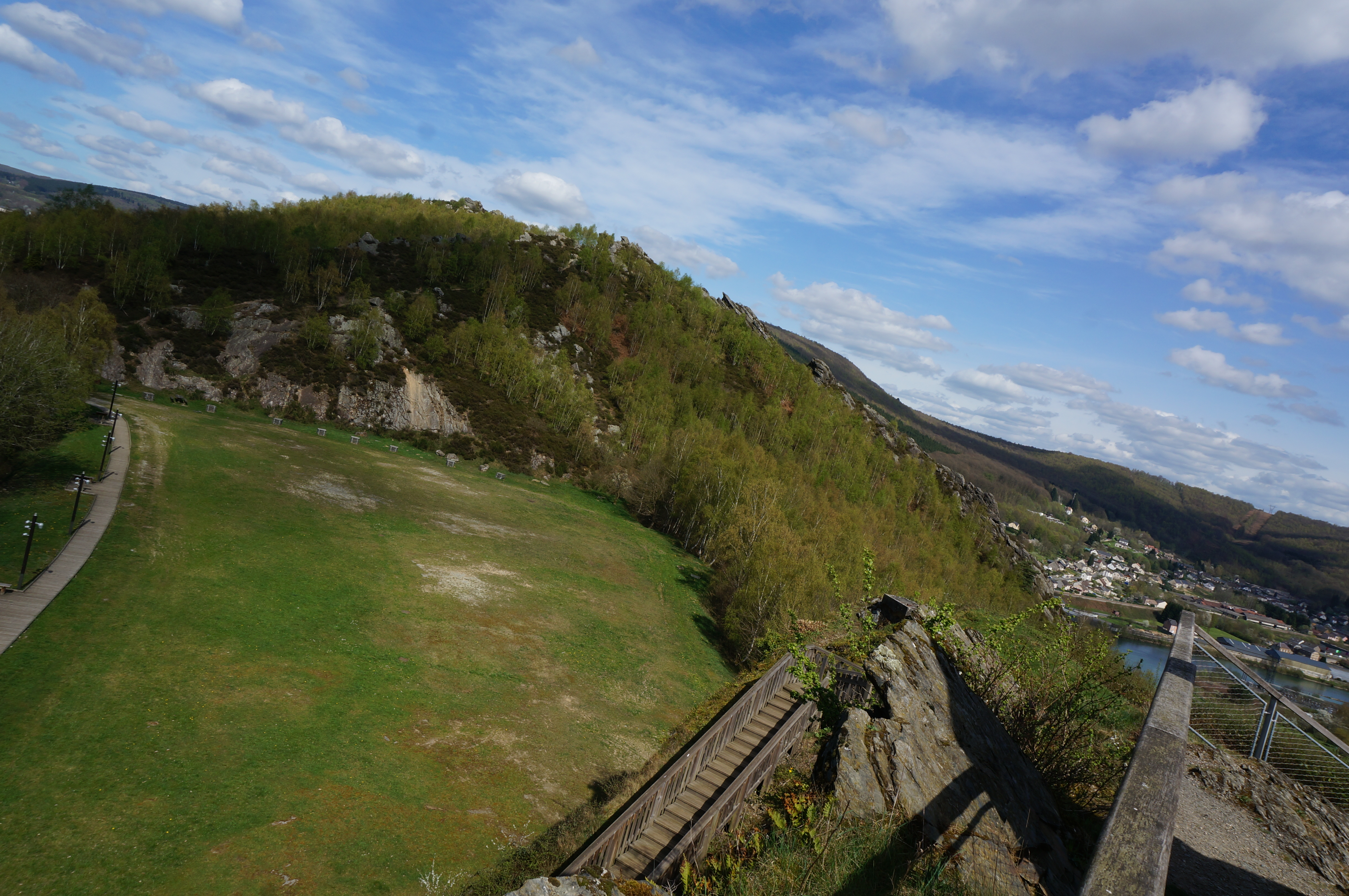
Esplanade où se trouvait le château et sa vue sur Bogny.

Il est actuellement un site touristique offrant un point de vue sur la région, la Meuse et les villages voisin. Il est organisé en aire de jeu, chemin de conte menant au point sommital où se trouve la statue des quatre fils et de Bayard. Cette statue est l’œuvre de Albert Poncin qui reçut une médaille d'or en 1929 pour la présentation de cette œuvre au Salon des artistes français. Jean Rogissart fit beaucoup pour que cette œuvre soit placée là où elle se trouve. La première pierre étant posée le 23 août 1932 et inaugurée le 2 juillet 1950.

## La monnaie de Château-Regnault
Jusqu'en 1629, Château-Regnault était le siège d'une principauté indépendante et les souverains se sont donné droit de battre monnaie. On peut encore trouver aujourd'hui des monnaies de Château-Regnault, notamment des doubles tournois imités des monnaies royales françaises de l'époque (Henri IV, Louis XIII ).
Comme pour les principautés de Sedan et d'Arches à la même époque, la principauté de Château-Regnault s'est spécialisée dans la production de fausses monnaies. Cette production servile avait pour but de gagner de l'argent en produisant à moindre coût des monnaies imitées et de les échanger à leur coût réel. Le poids des monnaies était par exemple inférieur au poids de la monnaie d'origine. Les métaux utilisés pouvaient être aussi des alliages moins coûteux, par exemple pour les monnaies en argent, on pouvait mélanger de l'étain (moins coûteux) avec l'argent.
Les monnaies de Château-Regnault sont toutes très rares, à l'exception des doubles tournois non datés et des liards. En effet, les États lassés par cette production frauduleuse ont réagi en décriant à plusieurs reprises les monnaies de la principauté et les monnaies saisies ont alors été refondues. Les doubles tournois et les liards ont connu des émissions tellement importantes qu'une grande partie a subsisté.

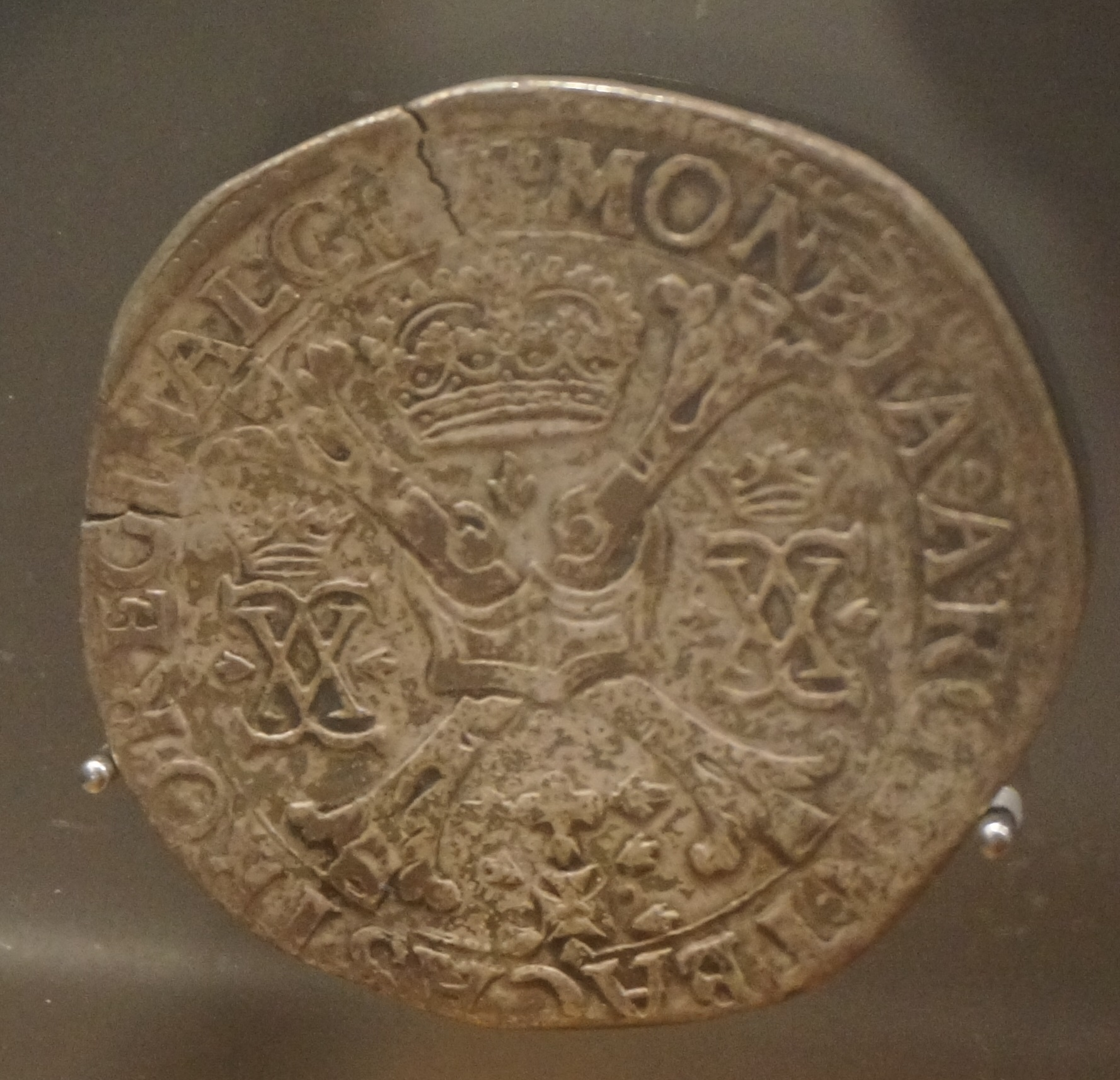
Exemples
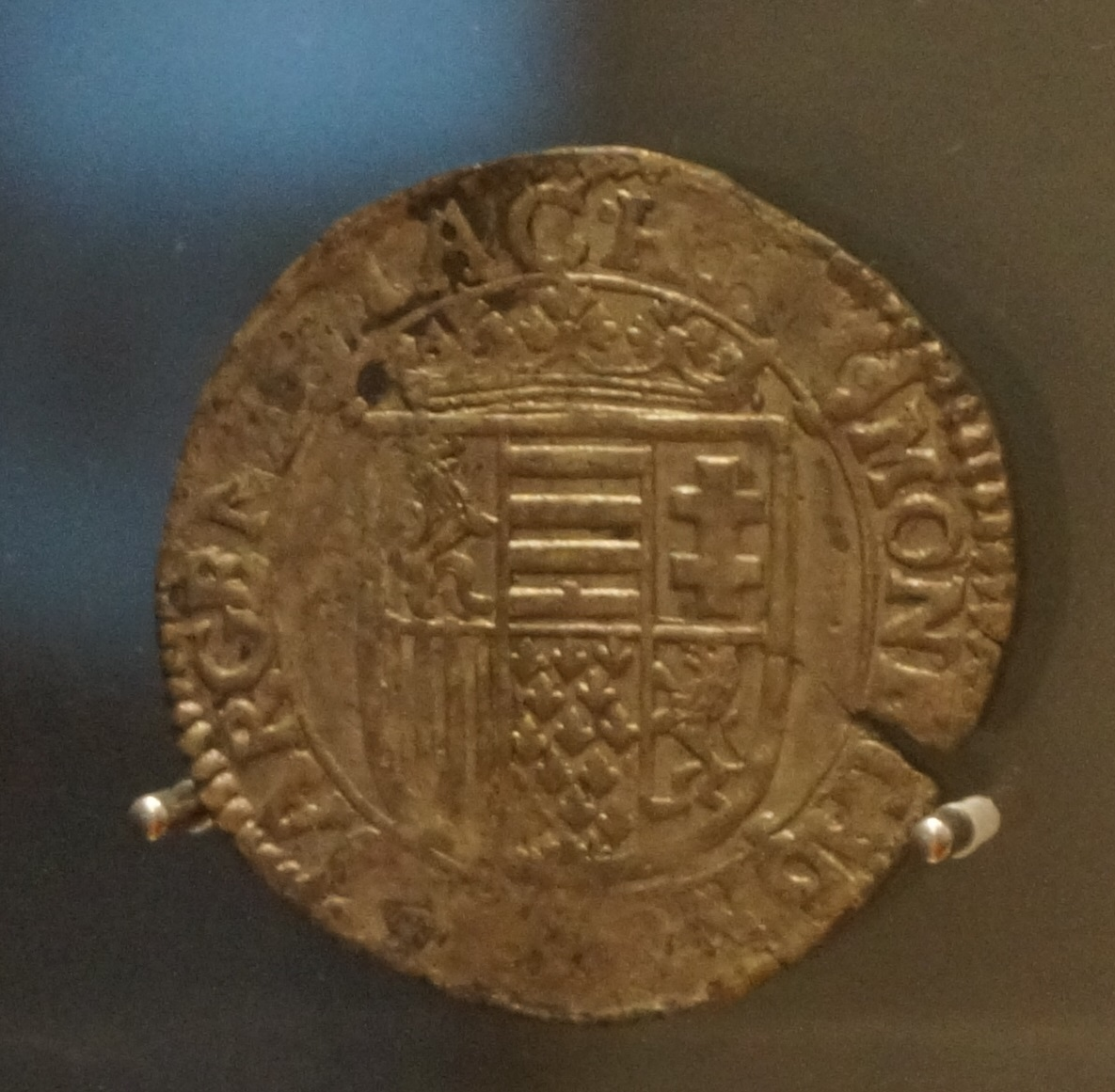
de
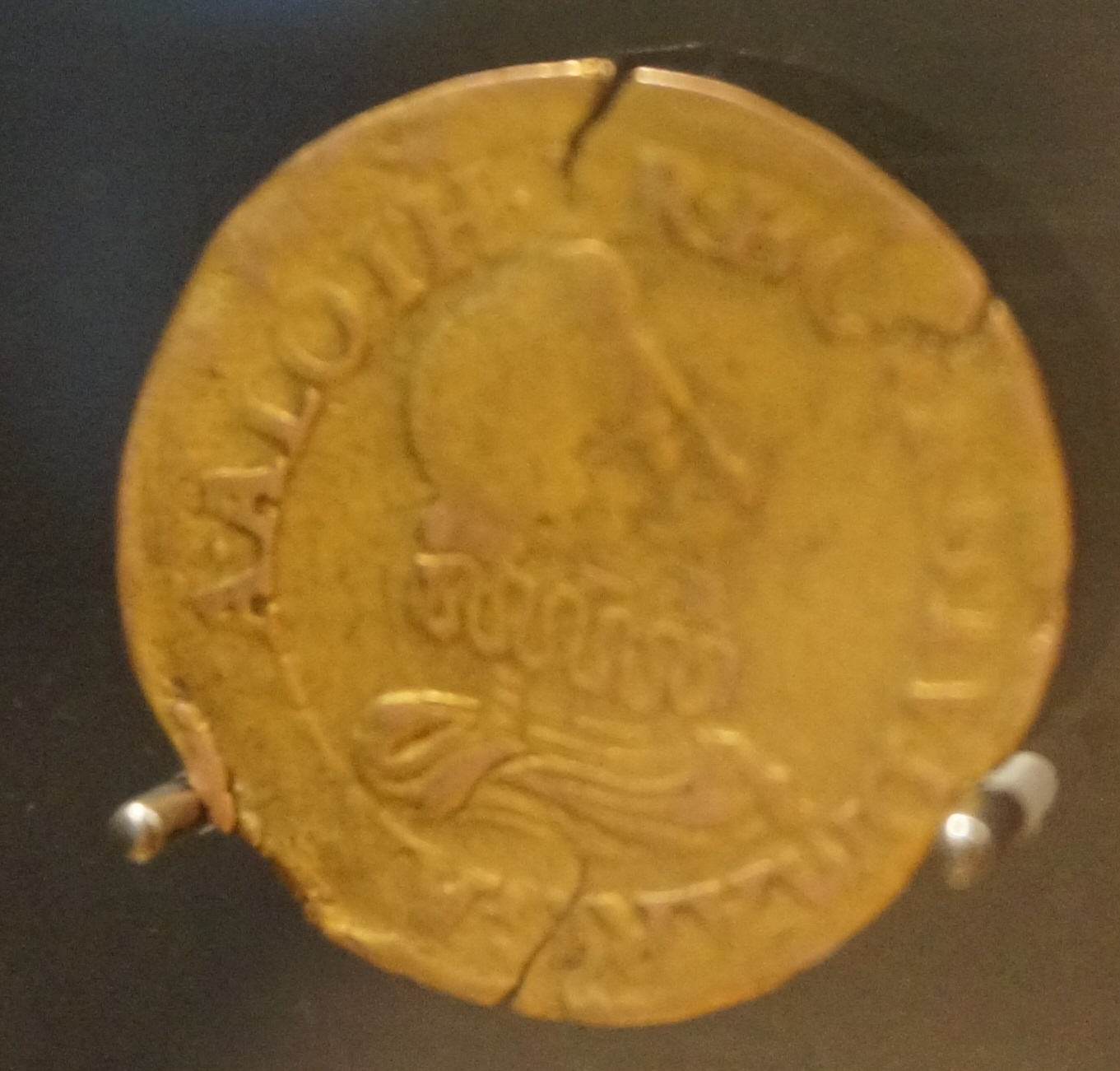
pièces
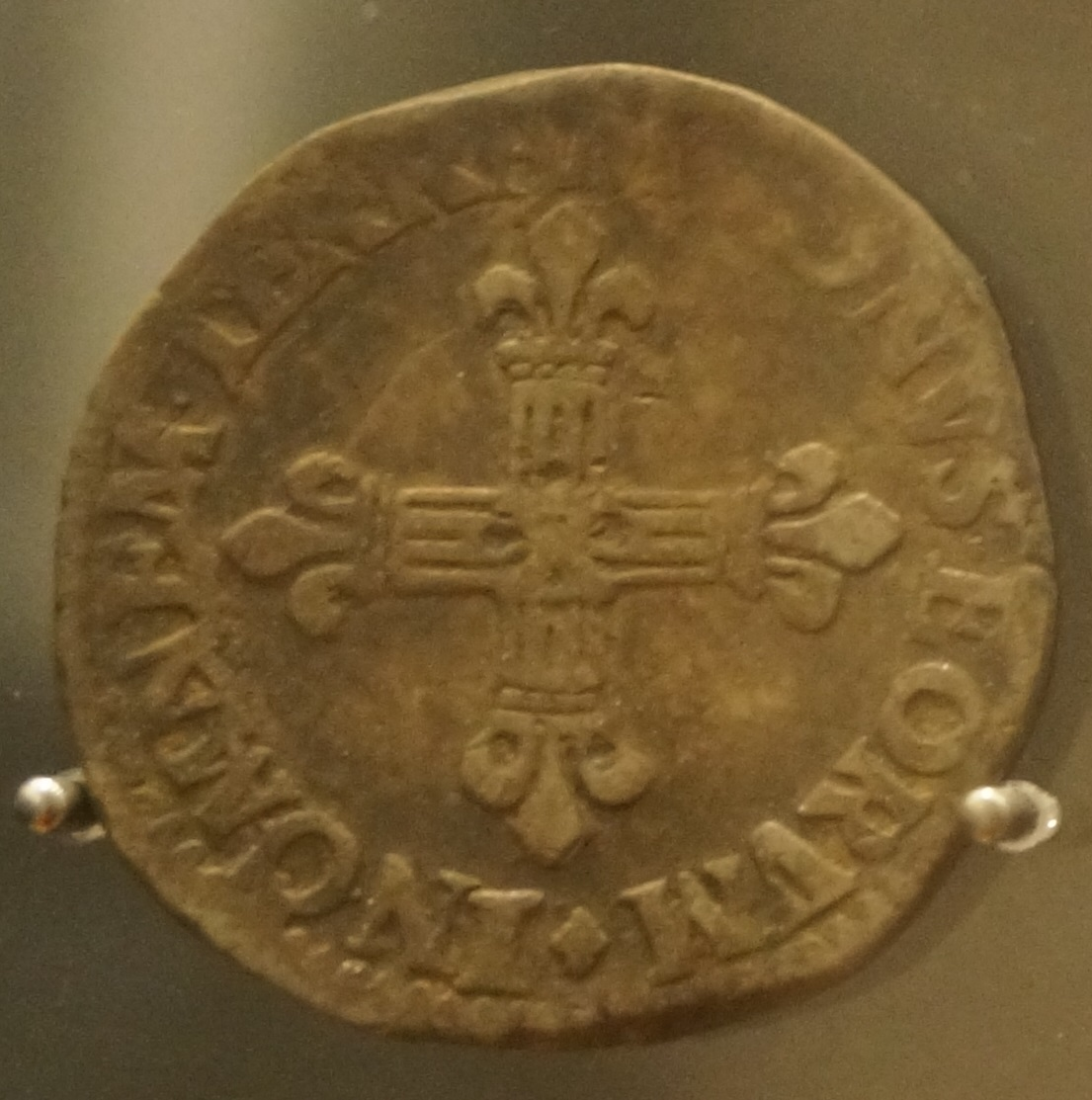
au
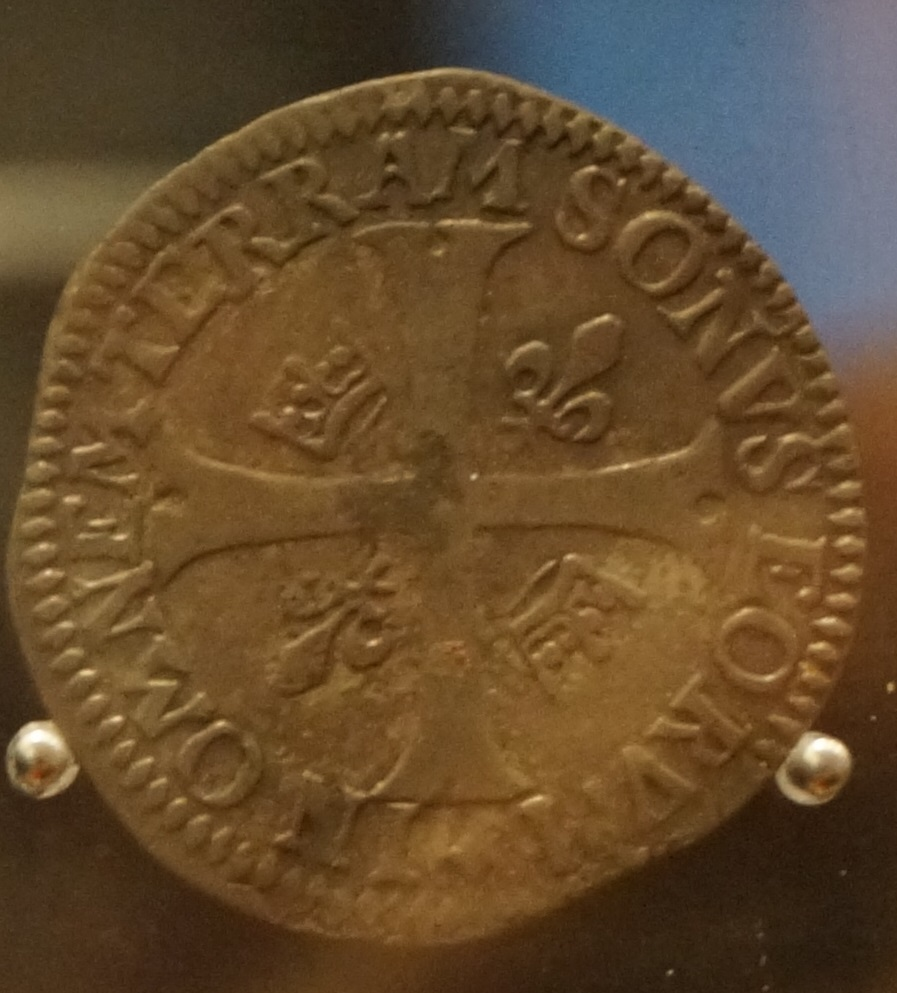
musée de l'Ardenne.

## Chronologie

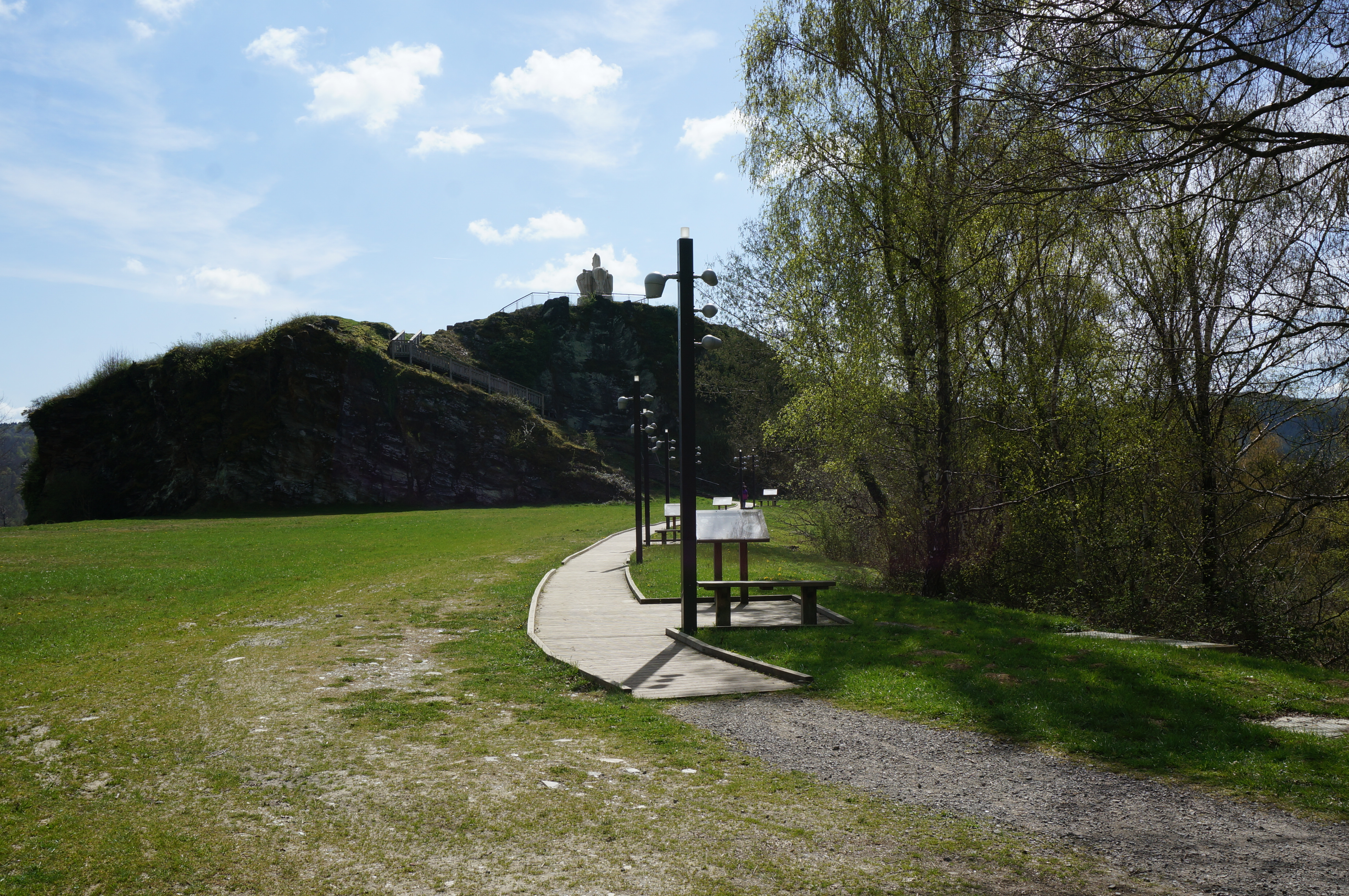
Le lieu où était le château maintenant dominé par le monument des quatre fils Aymon.

- Xe  au  XIIe siècle, construction d'un château primitif détruit.
- 1227, Hugues IV, comte de Rethel, reconstruit le château.
- 1320, la châtellenie passe à la maison de Flandre.
- 1400, Château-Regnault passe à la maison de Bourgogne.
- 1545, seigneurie indépendante sous François de Clèves.
- 1554, détruit par Jean de Louvain et les Impériaux.
- 1555, le château est reconstruit par François de Clèves.
- 1560, Catherine de Clèves devient Princesse souveraine de Château-Regnault.
- 1568, Catherine épouse en secondes noces Henri de Guise.
- 1568, Henri de Guise devient prince de Château-Regnault et s'arroge le droit de battre monnaie.
- 1588, Henri de Guise est assassiné.
- La principauté passe successivement à François de Bourbon, prince de Conty, puis dans les maisons de Flandre, de Bourgogne, d'Albert de Clèves, puis de Lorraine.
- 10 mars 1629, vente du château au roi de France Louis XIII.
- 1635, invasions espagnoles et autrichiennes
- 1643, la garnison de Château-Regnault empêche les renforts venus du Luxembourg d'arriver à Rocroi et permet la victoire française à Rocroi.
- 1653, le village est incendié par les Espagnols et Autrichiens.
- 1667, les Espagnols et les Brandebourgeois pillent la région.
- 1687 à 1689, Louis XIV fait démolir la forteresse.